# Brisbane Exhibition Ground
 (avril 2025).
Si vous disposez d'ouvrages ou d'articles de référence ou si vous connaissez des sites web de qualité traitant du thème abordé ici, merci de compléter l'article en donnant les références utiles à sa vérifiabilité et en les liant à la section « Notes et références ».
Le Brisbane Exhibition Ground, aussi connu sous le nom de Ekka Grounds et RNA Showgrounds est un stade situé à Brisbane dans le Queensland, en Australie.
Hôte de matchs de cricket, de rugby et de tennis, il est surtout utilisé aujourd'hui par les Brisbane Bandits au baseball, pour des courses de speedway et pour l'Ekka Show.

## Histoire
Le Brisbane Exhibition Ground est la plus grande enceinte des RNA Showgrounds. La Royal National Agricultural and Industrial Association of Queensland (RNA) se rend propriétaire d'un terrain à Bowen Hills en 1875 et commence la construction d'un champ de foire cinq ans plus tard, en 1880. Il se termine en 1886. L'année suivante, une piste d'athlétisme et de cyclisme est installée pour accueillir des équipes anglaises en tournée, à l'occasion d'agrandissement du site. 
Le BEG est le site choisi pour l'accueil, par les habitants de Brisbane, de la reine Élisabeth II et du prince Philippe, duc d’Édimbourg, lors de leur visite australienne en 1954.

## Usage

### Tennis
En 1895, le RNA Showground est l'hôte du premier match inter-colonial de tennis australien entre la Nouvelle Galles du Sud et le Queensland. En 1896, le site devient le principal lieu de cyclisme de l'état.

### Rugby
Trois matchs de rugby à XV ainsi que cinq matchs de rugby à XIII ont été joués à l'Exhibition Ground. C'est le principal lieu des rencontres de rugby contre les Iles Britanniques entre 1899 et 1904. En 1908, l'Australie affronte la Nouvelle-Zélande en test-match. Les rencontres face à l'Angleterre en 1928 et 1946 attirent plus de 40 000 spectateurs. Après deux derniers tests en 1958 et 1959, Lang Park devient le lieu privilégié des matchs de rugby.

### Cricket
28 matchs de first-class cricket y sont joués entre 1893 et 1931. L'Équipe de Queensland y dispute notamment quelques matchs avant de déménager de manière définitive au Brisbane Cricket Ground. L'Équipe d'Australie y dispute deux test-matchs. Le premier, contre l'Équipe d'Angleterre en 1928, voit les débuts internationaux de Donald Bradman, tandis que le second, contre les Indes occidentales en 1931 est la dernière rencontre first-class disputée sur ce terrain.

### Speedway
Le speedway fait son apparition en 1926 mais est écarté deux ans plus tard en raison des tests-matchs de cricket en 1928. De retour en 1932, la pratique est de nouveau interrompue en raison de la Seconde Guerre mondiale lors de laquelle le terrain est utilité par l'armée. En mars 1946, pour la première fois depuis la guerre, 50 000 personnes viennent assister au retour des courses de speedway. 
Des courses ont toujours lieu depuis.

### Football australien
Des matchs de football australien sont joués avant et après la Première Guerre mondiale, et le stade accueille quelques matchs du championnat dans les années 1950.

### Baseball
Depuis 1989, le stade est utilisé par les Brisbane Bandits, un club de baseball évoluant en Ligue australienne de baseball. 

### Royal Queensland Show
Le Royal Queensland Show, dit Ekka Show, est un show annuel de deux semaines se déroulant traditionnellement en août organisé depuis 1876 au RNA Showgrounds rassemblant près de 600 000 visiteurs. 